# Chilicola luzmarieae
Chilicola luzmarieae là một loài Hymenoptera trong họ Colletidae. Loài này được Gibbs & Packer mô tả khoa học năm 2006.